# Cosmosoma rubripeda
Cosmosoma rubripeda är en fjärilsart som beskrevs av Lucas 1857. Cosmosoma rubripeda ingår i släktet Cosmosoma och familjen björnspinnare. Inga underarter finns listade i Catalogue of Life.